# Loerik
Loerik is een gewezen buurschap in de gemeente Houten. De naam leeft voort in de Vinexwijk Houten-Zuidoost.
De naam Loerik lijkt van niet-Germaanse oorsprong. De plaats is geïdentificeerd met Lauri(um), een plaats die voorkomt op de Tabula Peutingeriana, maar klankwettig is dat niet mogelijk. Een andere verklaring reconstrueert de naam als Loriacum, een Keltische naam die 'behorend aan Lorius' moet betekenen (met het achtervoegsel -iacum. Daarmee zou de plaatsnaam etymologisch identiek zijn aan Lorris in Frankrijk. Tegenwoordig gaat men er echter van uit dat de plaats zijn naam ontleent aan het Latijnse lōrica 'pantser, omheining'.
Bij archeologisch onderzoek voorafgaand aan de bouw van Houten-Zuid zijn diverse Romeinse vondsten gedaan die er inderdaad op wijzen dat Loerik toen bewoond was. Ook in de vroege middeleeuwen was er bewoning. Kerkelijk viel Loerik onder Houten, wereldlijk onder de heren van 't Goy, al duikt er in de twaalfde eeuw een familie Van Loerik op.
Bewoning in Loerik was aantrekkelijk omdat het gebied enkele meters hoger ligt dan de omgeving en midden tussen de restgeulen van de Rijn in lag. Hierdoor hadden de bewoners droge voeten en toch water in de buurt. In de middeleeuwen ontstaat het vroonhof Loerik. Deze hofstede van Loerik verdwijnt rond 1250. In 1421 wordt het gehucht bovendien geplunderd. In de eeuwen erna verplaatst het zwaartepunt van de bebouwing zich naar het noorden. Belangrijkste reden is de komst van de Loerikse molen. Deze molen stond eerder op de wal van Kasteel Ten Goye, maar werd verplaatst naar Loerik. Rondom de molen en de aanvoerroute ontstond steeds meer bebouwing.
In de negentiende eeuw loopt de straatweg van Houten naar Wijk bij Duurstede langs, maar niet door Loerik; toch noemt men een gedeelte van dit tracé nog altijd Loerikseweg. Vanaf Loerik sprak men van Beusichemseweg. De slinger in de doorgaande weg wordt Kniphoek genoemd. 
Loerik blijft in ongeveer dezelfde vorm bestaan tot in 1997 wordt besloten om Houten zuidwaarts uit te breiden. Diverse boerderijen worden in de nieuwbouw opgenomen; men vindt ze bijvoorbeeld aan het Smalspoor en het Staatsspoor (voorheen Beusichemseweg), Molenland en aan de Binnentuin (voorheen Binnenweg).